# Les Perles sanglantes
Pour plus de détails, voir Fiche technique et Distribution.
Les Perles sanglantes (Pearl of the South Pacific) est un film américain réalisé par Allan Dwan en 1955.

## Fiche technique
- Titre : Les Perles sanglantes
- Titre original : Pearl of the South Pacific
- Réalisation : Allan Dwan
- Scénario : Talbot Jennings et Jesse Lasky Jr. d'après une histoire de Anna Hunger
- Musique : Louis Forbes, Howard Jackson, (non crédité) et William Lava (non crédité)
- Photo : John Alton
- Montage : James Leicester et Carlo Lodato
- Décors : Van Nest Polglase
- Costumes : Gwen Wakeling
- Production : Benedict Bogeaus
- Société de production : Benedict Bogeaus Production
- Société de distribution : RKO Radio Pictures
- Pays de production : américain
- Langue : anglais
- Genre : Film d'aventure
- Format : Couleur (Technicolor) - Son : Mono (RCA Sound Recording)
- Durée : 86 minutes
- Date de sortie : 
  - États-Unis : 16 septembre 1955

## Distribution
- Virginia Mayo : Rita Delaine
- Dennis Morgan (VF : William Sabatier)  : Dan Merrill
- David Farrar  (VF : Andre Valmy) : Bully Hague
- Murvyn Vye  (VF : Marc de Georgi) : Halemano
- Lance Fuller  (VF : Jacques Beauchey): George
- Basil Ruysdael : Tuan Michael
- Lisa Montell : Momu
- Carol Thurston : La mère